# 3229 Solnhofen
3229 Solnhofen је астероид главног астероидног појаса са средњом удаљеношћу од Сунца која износи 2,314 астрономских јединица (АЈ).
Апсолутна магнитуда астероида је 12,8.